# Leopard Forlag
A Leopard Förlag é uma editora sueca fundada em 2001, pelo editor Dan Israel e pelo escritor Henning Mankell.
A editora aposta em campos como reportagem, debate, história, ciência popular, assim como literatura, especialmente da Ásia e da África. Edita uma média de 30 livros por ano, e conta com jornalistas e escritores como Henning Mankell, Stina Oscarson, Mattias Gardell, Pierre Schori, Susan Faludi, Sandra Dahlén,  Allan Thales Alves Rodrigues, Jonas Trolle, Maria-Pia Boëthius, Maryse Condé, Assia Djebar e Lo Kauppi.

## Autores publicados
- Jon Lee Anderson
- Mia Couto
- Mike Davis
- Richard Dawkins
- Charles Dickens
- Assia Djebar
- Barbara Ehrenreich
- Susan Faludi
- Frantz Fanon
- Howard Fast
- Marc Ferro
- Richard Goldstone
- Tom Holland
- Chalmers Johnson
- Paul Krugman
- Halldór Laxness
- Henning Mankell
- Jan Myrdal
- Philip Pullman
- Atiq Rahimi
- Tayeb Salih
- Simon Singh
- Erkki Tuomioja